# 香椎車站
香椎車站（日语：〔〕／〔〕 Kashii eki */?）是位於日本福岡縣福岡市東區、隸屬於九州旅客鐵道（JR九州）的鐵路車站。香椎車站是九州島南北向的主要幹線鹿兒島本線與地方支線香椎線的交會點，因此大部分行駛於鹿兒島本線上的快速、準快速，以及一部份的特急列車都會在香椎停站，是當地的交通樞紐點之一。除了客運業務外，香椎車站同時也是日本貨物鐵道（JR貨物）所屬的貨運支線、博多臨港線與鹿兒島本線的分歧點。

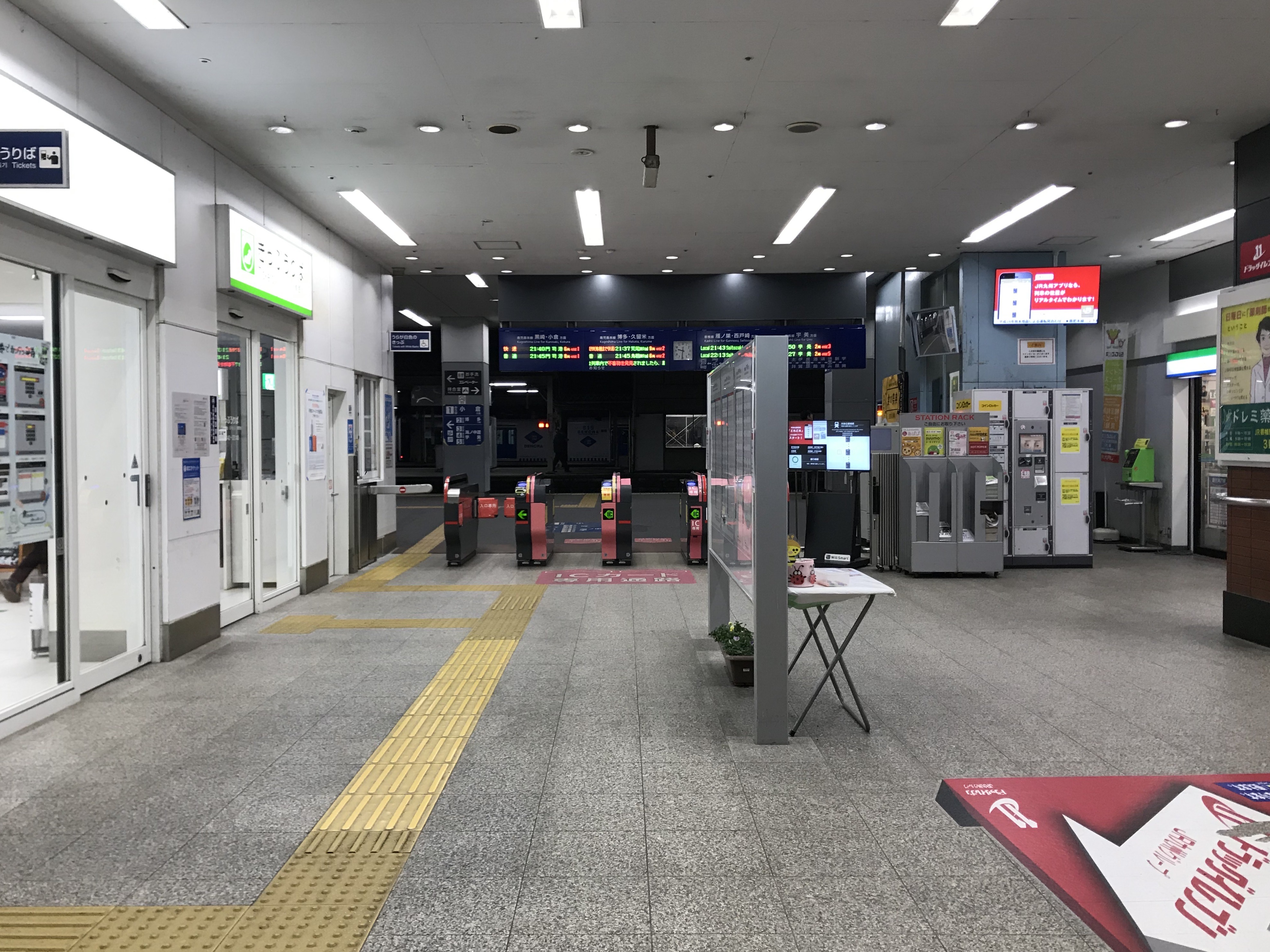
驗票口(2020年2月)

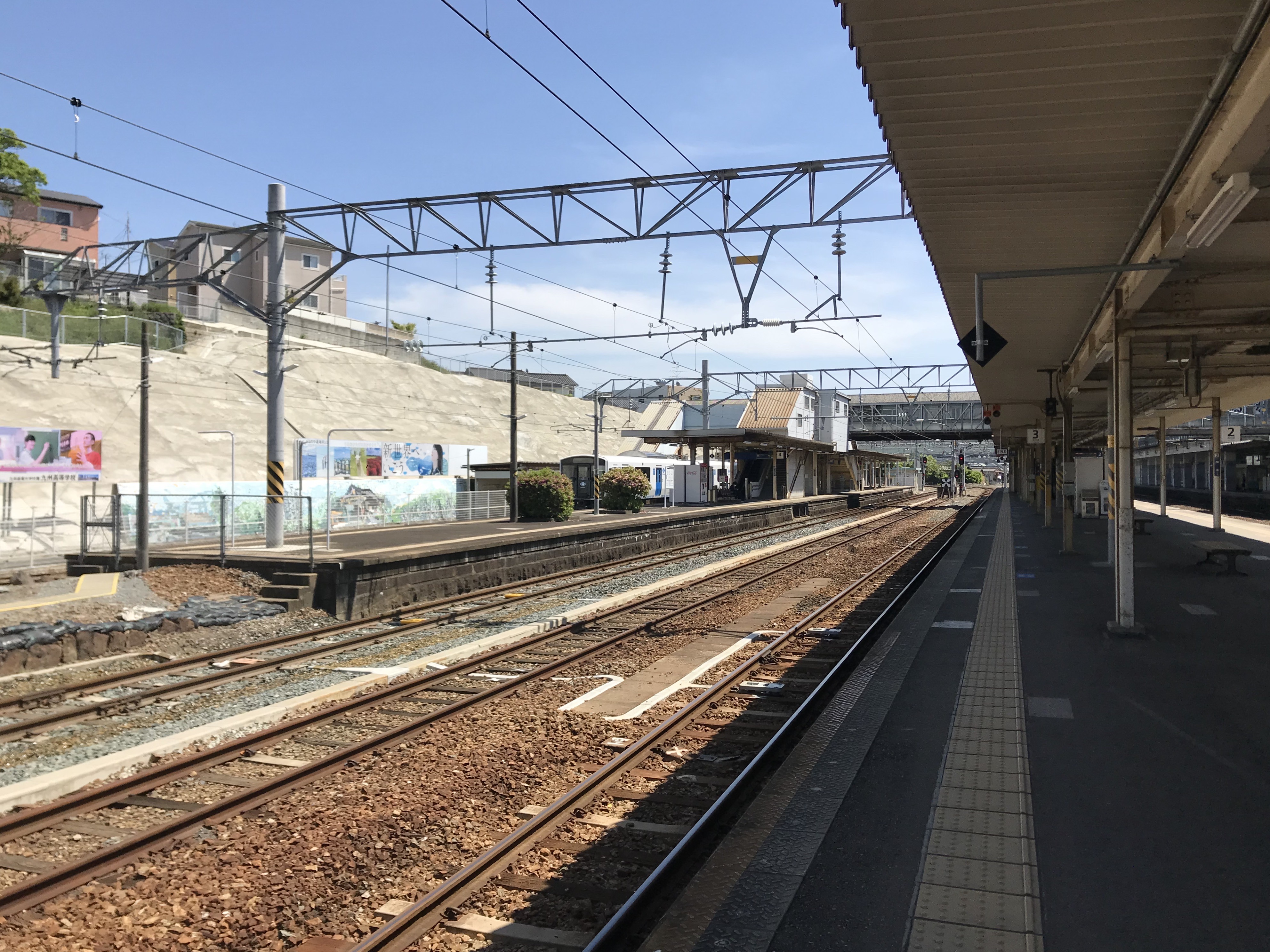
月台(2020年2月)

## 車站構造
現行的站房為一棟鋼筋混凝土製的四層樓建築，而其改建之前原本的木造站房，則是由八代車站的第一代站房移築的。站內設置有一座側式、兩座島式月台共五條乘車線。

### 月台配置
| 月台 | 路線       | 方向 | 目的地             | 備註                 |
| ---- | ---------- | ---- | ------------------ | -------------------- |
| 1    | 鹿兒島本線 | 上行 | 黑崎、小倉方向     | 包括往大分方向的特急 |
| 2    | 鹿兒島本線 | 下行 | 博多、久留米方向   |                      |
| 3    | 香椎線     | 下行 | 長者原、宇美方向   | 日間在此月台發車     |
| 3    | 香椎線     | 上行 | 雁之巢、西戶崎方向 |                      |
| 4    | 香椎線     | 上行 | 雁之巢、西戶崎方向 | 日間在此月台發車     |
| 5    | 香椎線     | 下行 | 長者原、宇美方向   |                      |

## 历史
- 1890年（明治23年）9月28日 - 以（初代）九州鐵道的車站之一啟用。
- 1904年（明治37年）1月1日 - 博多灣鐵道（1920年時改名為博多灣鐵道汽船，也就是今日的香椎線）通車。
- 1907年（明治40年）7月1日 - （初代）九州鐵道根據鐵道國有法，收歸帝國鐵道廳管轄。
- 1921年（大正10年）8月1日 - 前新宮～香椎之間的路段複線化。

- 10月1日 - 香椎～箱崎之間的路段複線化。

- 1942年（昭和17年）9月19日 - 博多灣鐵道汽船與西日本鐵道合併，改編為西日本鐵道糟屋線。
- 1944年（昭和19年）5月1日 - 日本政府進行戰時收購私鐵，將西日本鐵道糟屋線收歸國有，改設為運輸通信省（也就是後來的日本國有鐵道）管理的香椎線。
- 1961年（昭和36年）6月1日 - 門司港～久留米之間路段電氣化。
- 1975年（昭和50年）3月10日 - 貨運業務終止。
- 1987年（昭和62年）4月1日 - 日本國鐵分割民營化，香椎車站的營運由JR九州繼承。

## 相鄰車站
九州旅客鐵道
鹿兒島本線
- 特急「火花」「音速」「日輪SEAGAIA」停車站（「火花」於晚間往博多站只有2班，「音速」約半數停車）

■快速
福工大前（JA06）－香椎（JA04）－千早（JA03）
■區間快速
福工大前（JA06）－（一部分停靠九產大前站）－香椎（JA04）－千早（JA03）
■普通
九產大前（JA05）－香椎（JA04）－千早（JA03）
香椎線
和白（JD05）－香椎（JD06）－香椎神宮（JD07）
日本貨物鐵道
鹿兒島本線貨物支線（博多臨港線）
香椎－（千早）－千早操車場

## 外部連結
- 香椎車站 （页面存档备份，存于）（日語）

33°39′33″N 130°26′38″E / 33.65917°N 130.44389°E